# Gossliwil
Gossliwil är en ort i kantonen Solothurn i Schweiz. 
Gossliwil var tidigare en egen kommun, men den 1 januari 2014 slogs nio kommuner ihop till kommunen Buchegg.